# Pray／XXX feat.倖田來未
「Pray／XXX feat.倖田來未」為SOULHEAD於2006年2月1日發行之11th單曲。

## 解說
- 「XXX feat.KODAKUMI」為與倖田來未合作的單曲。作曲作詞皆為SOULHEAD本身。

- 另外，「XXX」為合作對象倖田來未於2005年12月21日發行的「D.D.D. feat. SOULHEAD」的對應曲。

## 發行版本
- CD ONLY

## 曲目
1. Pray
2. XXX feat.KODA KUMI
3. Pray（Instrumental）
4. XXX feat.KODA KUMI（Instrumental）